# Sia (mitología)
|  |

|  |

|  |

|  |

|  |

|  |

|  |

|  |

|  |

|  |

|  |

|  |

|  |

|  |

|  |

|  |

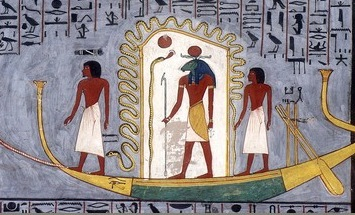
Ra viajando por el inframundo en su barca, de la copia del Libro de las Puertas en la tumba de Ramsés I.

En la mitología egipcia, Sia o Saa es la personificación de la intuición que  ayuda a tomar las decisiones correctas y de la invención planificadora que junto a Hu (la palabra creadora) y Heka (la magia o transmisión de fuerza) posibilitan imaginar, enunciar y ordenar la obra de la creación.
Era la deificación de la percepción en la cosmogonía heliopolitana de la Enéada y probablemente, equivalente a las energías intelectuales del corazón de Ptah en la cosmogonía menfita. También tenía conexión con la escritura y es mostrado a menudo en forma antropomórfica, a la derecha de Ra, sosteniendo un rollo de papiro. Este papiro encarnaría los conocimientos intelectuales.
En el Libro de los Muertos, Ra, al cortar su pene (posible referencia a la circuncisión) crea de su sangre derramada a dos dioses, Sia y Hu, personificaciones de la mente y la autoridad.
Sia, junto a Hu y Heka, aparecen en textos y paredes de las tumbas del Imperio Nuevo acompañando al dios Ra en su barca solar durante su constante viaje a través de la noche.

## Jeroglífico Sia
Como jeroglífico, también es usado para representar "percibir", "conocer" o "ser consciente".